# Pianchi (arcykapłan Amona)
| R8 | U36 | D1 · Q3 · N35 | M17 | Y5 · N35 | M23 | X1 · Z2 | R8 | G41 | Z4 | S34 | N35 · Aa1 · Z1 |

| R8 | U36 | D1 · Q3 · N35 | M17 | Y5 · N35 | M23 | X1 · Z2 | R8 | G41 | Z4 | S34 | N35 · Aa1 · Z1 |

Pianchi – Hem-Neczer Tepi-en-Amon nesyt neczer Pianchi – Boski Ojciec Pierwszy Prorok Amona, boski w królowaniu Pianchi – Wielki kapłan Amona, a zarazem dowódca wojskowy – wódz armii. Prawdopodobnie syn Herhora, (lub według innych ocen jego zięć). Godność Wielkiego kapłana Amona w Tebach objął po śmierci Herhora, wcześniej już obejmując dowództwo nad armią nie pytając o zezwolenie Ramzesa, będącego wówczas (co najmniej tytularnym) Królem Górnego i Dolnego Egiptu. Od końca jego pontyfikatu w Egipcie rozpoczyna się okres wyraźnej dwuwładzy. Północą władają królowie założonej w Tanis przez Smendesa XXI dynastii, a na południu niepodzielną władzę sprawują arcykapłani Amona. Okres władzy Pianchiego jest jednym z okresów w dziejach Egiptu, o których niewiele wiadomo. Niepewne są lata jego pontyfikatu, jak również jego rodowód. Informacją pewną natomiast jest to, iż swego syna Pinodżema ożenił z córką Ramzesa XI – Henuttaui II.
W czasie jego pontyfikatu równocześnie władzę sprawowali:
- Ramzes XI – w Pi-Ramzes.
- Smendes I – jako namiestnik Dolnego Egiptu, a po śmierci Ramzesa jako Król Górnego i Dolnego Egiptu.
- Panehsi – jako wicekról Nubii.